# سندولان
سندولان، روستایی از توابع بخش مرکزی شهرستان سردشت استان آذربایجان غربی ایران است.

## جمعیت
این روستا در دهستان بریاجی قرار داشته و بر اساس سرشماری سال ۱۳۸۵ جمعیت آن ۷۸ نفر (۱۷ خانوار)
بوده‌است.